# Anika Ziercke
Anika Ziercke, född Schafferus, 2 januari 1974 i Böblingen, är en tysk före detta handbollsspelare. Hon spelade som vänstersexa.

## Karriär
Anika Ziercke växte upp i Hildrizhausen i Baden-Württemberg. Hon började spela handboll 1980 i BC Waldhaus Hildrizhausen (en del av HSG Schönbuch sedan 2000). Från 1986 gick hon igenom de andra ungdomslagen i SV Böblingen innan hon vid 18 års ålder flyttade VfL Sindelfingen 1992. Efter nedflyttning från Bundesliga gick hon till TV Mainzlar 1994 och flyttade sedan till TuS Eintracht Minden 1996. Hon utsågs till Årets handbollsspelare i Tyskland 2002 med 1548 röster, strax före Nadine Krause (1532) och Kathrin Blacha (1515). Året därpå drog sig den fyrfaldiga tyska mästaren Minden ur den professionella handbollen och Anika Ziercke slutade spela professionell handboll.
Efter ett uppehåll orsakat av graviditet gjorde hon comeback i februari 2005 i den regionala ligaklubben Eintracht Oberlübbe. Efter säsongen drog klubben tillbaka laget från Regionalliga West. Efter det gick Ziercke till HSG Stemmer/Friedewalde. Med HSG, där hon också spelade som mittsexa och vänsternia, flyttades laget upp till 2:a Bundesliga North 2006 och 2008. Säsongen 2008/2009 vann hon skytteligan i 2:a Bundesliga med 215 mål (varav 95 på sju meter) på 22 matcher. Säsongen därpå slutade hon tvåa i skytteligan. Efter att HSG Stemmer/Friedewalte nedflyttats spelade Zierke i tredjeligan. 2011 meddelade hon att hon skulle sluta som aktiv spelare.
Anika Ziercke övertalades att göra comeback hösten därpå i klubben SC Greven 09, som tränades av Franziska Heinz. En säsong senare hjälpte hon till på HSV Minden-Nord. Från december 2013 till slutet av säsongen 2013–2014 spelade hon åter för TuS Eintracht Oberlübbe.
Anika Schafferus, som hon hette då, spelade sin första landskamp den 29 oktober 1996 mot Kina. Sports Information Service beskrev hennes prestationer några dagar senare vid Netcom Cup i Norge: "... Vänsteryttern Anika Schafferus från Minden visade trots allt en stark prestation och antydde att hon skulle kunna lösa de senaste årens permanenta problem i den här positionen på lång sikt....". Ziercke spelade sin sista av totalt 105 landskamper den 30 mars 2003 i Weise Cup i Neubrandenburg mot Frankrike (23-27). Hennes största merit med landslaget var bronsmedaljen vid VM 1997 i Tyskland.

## Privatliv
Anika Ziercke är sedan 2001 gift med före detta landslagsspelaren Aaron Ziercke. Paret har två barn, varav dottern Mia Ziercke också spelar handboll.

## Individuella utmärkelser
- Årets handbollsspelare i Tyskland 2002